# Syllis nuchalis
Syllis nuchalis är en ringmaskart som först beskrevs av Hartmann-Schröder 1960.  Syllis nuchalis ingår i släktet Syllis och familjen Syllidae. Inga underarter finns listade i Catalogue of Life.